# Tyler Beechey
Tyler Beechey (* 5. Juni 1981 in Edmonton, Alberta) ist ein ehemaliger kanadischer Eishockeyspieler, der im Verlauf seiner aktiven Karriere zwischen 1997 und 2015 unter anderem 422 Spiele für die Iserlohn Roosters, Augsburger Panther, DEG Metro Stars, Straubing Tigers, Schwenninger Wild Wings und Krefeld Pinguine in der Deutschen Eishockey Liga (DEL) auf der Position des Centers bzw. linken Flügelstürmers bestritten hat.

## Karriere
Beechey startete seine Karriere im Sommer 1997 in der kanadischen Juniorenliga Western Hockey League (WHL) und stand dort für die Edmonton Ice, deren Nachfolgeteam Kootenay Ice und Calgary Hitmen auf dem Eis. Obwohl er ansprechende Leistungen zeigte und in seiner letzten Saison sogar ligaweiter Topscorer werden konnte, wurde er von keinem Team aus der National Hockey League (NHL) gedraftet.
Seinen ersten Profivertrag unterzeichnete der Flügelstürmer zur Saison 2002/03 bei den Trenton Titans in der East Coast Hockey League (ECHL), wo er mit seinem Ex-Teamkamerad Paul Traynor zusammenspielte und auch zu einigen Einsätzen in der American Hockey League (AHL) bei den Providence Bruins kam. Weitere Stationen in der ECHL waren die Pensacola Ice Pilots sowie in der AHL die St. John’s Maple Leafs. Die Spielzeit 2005/06 verbrachte Beechey schließlich komplett in der AHL bei den Toronto Marlies. Am Anfang der folgenden Saison spielte der Kanadier kurzzeitig für die Manitoba Moose, wechselte aber im November zum EHC Visp in die Schweizer Nationalliga B (NLB), wo er in 27 Spielen 19 Tore und 19 Assists erzielen konnte.
Die Iserlohn Roosters nahmen Beechey in der Anfangsphase der Saison 2007/08 zunächst als Probespieler unter Vertrag. Bereits nach drei Tagen der Testphase wurde der Stürmer jedoch lizenziert und erhielt einen Jahresvertrag, der nach überzeugenden Leistungen vorzeitig bis 2009 verlängert wurde. Während der Kanadier in seiner ersten Saison in einem offensiv ausgerichteten Team eine hervorragende Leistung zeigte, konnte er daran in seiner zweiten Spielzeit – auch durch Verletzungen bedingt – nicht mehr anknüpfen. Die Roosters verlängerten seinen Vertrag nicht, sodass der Stürmer im Sommer 2009 bei den Augsburger Panthern unterschrieb. Im Sommer 2010 unterschrieb er einen Einjahresvertrag bei den DEG Metro Stars, nachdem er zuvor bei den Frankfurt Lions einen Vertrag unterschrieben hatte, diese aber keine Lizenz in der DEL erhielten. Nach zwei Jahren in Düsseldorf wechselte Beechey im Juni 2012 zum Ligakonkurrenten Straubing Tigers. Bei den Tigers verpasste er während der Saison 2012/13 aufgrund verschiedener Verletzungen einen Großteil der Spiele. Angesichts seiner Verletzungsanfälligkeit und der Tatsache, dass auf seiner Position ein anderer Spielertyp gesucht wurde, verlängerten die Tigers den Kontrakt von Beechey nicht. Ende Juli 2013 gaben die Schwenninger Wild Wings die Verpflichtung von Beechey bekannt, bei denen er einen Einjahresvertrag unterzeichnete. Anschließend war er in der Spielzeit 2014/15 für die Krefeld Pinguine aktiv, ehe der 34-Jährige seine aktive Karriere im Sommer 2015 für beendet erklärte.

## Erfolge und Auszeichnungen
| - 2000 Ed-Chynoweth-Cup-Gewinn mit den Kootenay Ice - 2002 WHL East First All-Star Team - 2005 ECHL-Spieler des Monats Januar | - 2005 Teilnahme am ECHL All-Star Game - 2005 ECHL Second All-Star Team - 2010 Deutscher Vizemeister mit den Augsburger Panthern |

## Karrierestatistik
(Legende zur Spielerstatistik: Sp oder GP = absolvierte Spiele; T oder G = erzielte Tore; V oder A = erzielte Assists; Pkt oder Pts = erzielte Scorerpunkte; SM oder PIM = erhaltene Strafminuten; +/− = Plus/Minus-Bilanz; PP = erzielte Überzahltore; SH = erzielte Unterzahltore; GW = erzielte Siegtore; 1 Play-downs/Relegation; Kursiv: Statistik nicht vollständig)